# 5179 Takeshima
5179 Takeshima eller 1989 EO1 är en asteroid i huvudbältet som upptäcktes den 1 mars 1989 av den japanska astronomen Tsutomu Seki vid Geisei-observatoriet. Den är uppkallad efter japanen Toshio Takeshima, en vän till upptäckaren.
Asteroiden har en diameter på ungefär 4 kilometer och den tillhör asteroidgruppen Vesta.